# Aegopodium handelii
Aegopodium handelii är en växtart i kirskålssläktet och familjen flockblommiga växter. Den beskrevs av Hermann Wolff 1933.
Arten är en perenn ört som återfinns i centrala Kina.